# Matthias Klimsa
Matthias Klimsa (* 13. Februar 1971 in Osnabrück) ist ein deutscher Schauspieler und Synchronsprecher.

## Leben
Klimsa wurde in Osnabrück geboren. Er ist der älteste von insgesamt drei Söhnen der Malerin Brigitte Freyberg Klimsa. Er zog früh nach Ahrensburg. Sein Abitur machte er in Singapur, wo er von 1988 bis 1991 lebte. Von 1992 bis 1995 absolvierte er in der Nähe von London eine Schauspielausbildung in der Guildford School of Acting. In der Folgezeit zeigte er besonderes Engagement im Theaterspielen – in England sowie in Bremen.
Heute lebt er in Hamburg und hat einen Sohn.
Seine bekannteste Rolle war in der Serie Berlin, Berlin, in der er Svens (Jan Sosniok) besten Freund Hart verkörpert.
Außerdem ist er seit 1982 als Synchronsprecher tätig, u. a. für Vince Vaughn (Made), für Joel Dacks als Rüdiger von Schlotterstein (Der kleine Vampir) und für Raphaël Lenglet in der Serie Candice Renoir.

## Filmografie
- 1979: Freiheit, die ich meine (Fernsehserie)
- 1998: Die Anrheiner (Fernsehserie)
- 1998: Tatort: Brandwunden (Fernsehreihe)
- 1998: Rosenzweigs Freiheit
- 1998: Twiggy
- 1999: Lexx – The Dark Zone (Fernsehserie)
- 1999: SK-Babies (Fernsehserie)
- 2000: Geisterjäger John Sinclair (Fernsehserie)
- 2000: Brennendes Schweigen
- 2001: Solo para ti
- 2002–2005: Berlin, Berlin (Fernsehserie)
- 2002: Die rote Jacke (Kurzfilm)
- 2004: Cowgirl
- 2005: Die Kanzlei (Fernsehserie)
- 2005: Nachtasyl
- 2006: Futschicato
- 2006: Heiratsschwindlerin mit Liebeskummer
- 2006: SOKO Leipzig (Fernsehserie)
- 2006–2010: The IT Crowd (Fernsehserie) – Synchronisation für Chris O’Dowd als Roy
- 2007: Tatort: Macht der Angst
- 2007: Die Stein
- 2007: Die Todesautomatik
- 2008: Bis dass der Tod uns scheidet
- 2008: Großstadtrevier
- 2008: Plötzlich Papa – Einspruch abgelehnt!
- 2008: Wenn wir uns begegnen
- 2008: In aller Freundschaft – Folge 416: Tragende Rolle
- 2009: Die Pfefferkörner (Fernsehserie)
- 2009–2016: The Garfield Show (Zeichentrickserie) – Synchronisation
- 2010: Stralsund: Außer Kontrolle
- 2011: Der letzte Bulle (Fernsehserie, Folge Ich weiß von nichts)
- 2012–2014: Heiter bis tödlich: Hauptstadtrevier (Fernsehserie)
- 2012: Überleben an der Wickelfront
- 2013–2014: Der Lehrer (Fernsehserie)
- 2020: Berlin, Berlin – Der Film (Spielfilm, Netflix)
- 2023: SOKO Köln (Fernsehserie, Folge Kinderfrei)